# Mika Webster-Longin
Mika Webster-Longin (San Francisco) is een Belgisch-Amerikaans turnster.

## Carrière
Mika Webster-Longin heeft een Belgische vader en een Amerikaanse moeder. Op 4-jarige leeftijd begon ze met turnen. Webster-Longin woont in Californië in de Verenigde Staten, waar ze sinds haar dertien jaar lid is van de turnclub East Bay Gymnastics. Eerder woonde ze in België, in Brussel en Antwerpen, en was toen lid van de turnclub Blauwput Omnisport te Kessel-Lo. De Universiteit van Californië (UCLA) gaf haar een turnbeurs na haar sterke prestaties op het Amerikaans nationaal kampioenschap in haar categorie Level 10.
In de zomer van 2023 werd Webster-Longin uitgenodigd voor een trainingskamp bij het Amerikaans nationaal team. Daarnaast stelde ze zich beschikbaar voor het Belgisch nationaal team, waarvoor ze in maart 2024 een eerste keer uitkwam op het DTB Pokal Team Challenge in het Duitse Stuttgart. Vervolgens nam bondstrainster Ulla Koch haar op in de selectie voor het Europees kampioenschap Turnen in het Italiaanse Rimini in mei, waar ze zal deelnemen op de onderdelen grond en sprong.